# Alfre Woodard
Alfre Woodard (Tulsa, 1952. november 8. –) Golden Globe- és négyszeres Primetime Emmy-díjas amerikai színésznő.
Legismertebb alakítása Beatrice "Geechee" a Cross Creek című filmben. A Clemency című filmben is szerepelt.

## Fiatalkora
Tulsában született Constance és Marion H. Woodard gyermekeként. Három gyermek közül ő a legfiatalabb. A Bishop Kelley High Schoolba, egy tulsai katolikus magániskolába járt, ahol 1970-ben érettségizett. A Bostoni Egyetemen drámát tanult, ahol diplomát szerzett.

## Pályafutása
Első szerepe az 1978-as Emlékezz a nevemre című filmthrillerben volt, melyet Alan Rudolph írt és rendezett. 1980-ban Robert Altman Ép test, ép lélek filmvígjátékában tűnt fel, 1983-ban szerepelt a Cross Creek című filmben, mellyel Oscar-díjra jelölték. Ugyanebben az évben a Zsarublues című sorozat három epizódjában is játszott. 1985-ben a Sara című szituációs komédiában volt látható.
1991-ben a Grand Canyon, 1992-ben a Szerelem-hal című filmdrámában kapott szerepeket. 1993-ban egy újabb drámai film, a Bopha következett. 1995-ben a The Piano Lesson című, többszörösen Primetime Emmy-díjra jelölt tévéfilmben szerepelt. 1997-ben a Miss Evers fiai című tévéfilmben Laurence Fishburne partnere volt. 1998-ban a Odalent a Deltán című amerikai–kanadai produkció főszereplője volt. 1999-ben a Dilidoki című filmvígjáték-drámában tűnt fel.
2000-ben a Dínó című animációs filmben szinkronizált, 2003-ban az Ügyvédek című televíziós sorozatban is felbukkant. 2005 és 2006 között a Született feleségek epizódjaiban formálta meg Betty Applewhite-ot. 2008-ban szerepelt a The Family That Preys és az American Violet című filmekben.
2010 és 2011 között a Memphis Beat című bűnügyi sorozatban játszott, 2012-ben a Doktor Addison egy epizódjában vendégszerepelt. 2013-ban a Copper – A törvény ára című drámasorozat szereplője volt. 2014-ben egy horrorfilm, az Annabelle szereplőinek tagja volt. 2016-ban az Amerika Kapitány: Polgárháború című szuperhősfilmben szerepelt, 2016 és 2018 között a hasonló műfajú Luke Cage-ben volt látható. 2017 és 2018 között A balszerencse áradása című sorozatban is szerepelt. 2018-ban az Empire négy epizódjában tűnt fel. 2019-ben Az oroszlánkirály című filmben szinkronizált. 2021-ben az Apaság című filmben volt fontosabb szerepe. 2022-ben a The Porter című sorozatban játszott, melyet vezető producerként is jegyez.

## Magánélete
Santa Monicában él férjével, Roderick Spencer íróval és két gyermekükkel, Mavis-szel és Duncannal.

## Filmográfia

### Filmek
| Év   | Magyar cím                                                          | Eredeti cím                                             | Szerep                    | Magyar hang                                             |
| ---- | ------------------------------------------------------------------- | ------------------------------------------------------- | ------------------------- | ------------------------------------------------------- |
| 1978 | Emlékezz a nevemre                                                  | Remember My Name                                        | Rita                      |                                                         |
| 1980 | Ép test, ép lélek                                                   | Health                                                  | Sally Benbow              |                                                         |
| 1983 |                                                                     | Cross Creek                                             | Beatrice "Geechee"        |                                                         |
| 1984 | A bosszú íze                                                        | Sweet Revenge                                           | Vicki Teague              |                                                         |
| 1986 | Elszabadult indulatok                                               | Extremities                                             | Elszabadult indulatok     | Martin Márta                                            |
| 1988 | Szellemes karácsony                                                 | Scrooged                                                | Grace Cooley              | Andresz Kati                                            |
| 1989 | Tűzről pattant hölgy                                                | Miss Firecracker                                        | Gülü Jackson              | Csere Ágnes (1. szinkron) Kiss Eszter (2. szinkron)     |
| 1990 |                                                                     | Blue Bayou                                              | Jessica Filley            |                                                         |
| 1991 | Grand Canyon                                                        | Grand Canyon                                            | Jane                      | Farkasinszky Edit                                       |
| 1991 |                                                                     | Pretty Hattie's Baby                                    | Hattie                    |                                                         |
| 1992 | Mordály a tarsolyomban                                              | The Gun in Betty Lou's Handbag                          | Ann Orkin, ügyvéd         | Radó Denise                                             |
| 1992 | Szerelem-hal                                                        | Passion Fish                                            | Chantelle                 | Kiss Erika                                              |
| 1993 | Puha kis sasfészek                                                  | Rich in Love                                            | Rhody Poole               | Kiss Eszter                                             |
| 1993 | Lelkük rajta                                                        | Heart and Souls                                         | Penny Washington          | Básti Juli                                              |
| 1993 | Bopha                                                               | Bopha!                                                  | Rosie Mangena             |                                                         |
| 1994 | Csont nélkül                                                        | Blue Chips                                              | Lavada McRae              |                                                         |
| 1994 | Crooklyn                                                            | Crooklyn                                                | Carolyn Carmichael        |                                                         |
| 1994 |                                                                     | Countdown to Freedom: 10 Days That Changed South Africa | narrátor                  |                                                         |
| 1995 | A szerelem színei                                                   | How to Make an American Quilt                           | Marianna                  |                                                         |
| 1996 |                                                                     | Statistically Speaking                                  | középkorú nő              |                                                         |
| 1996 |                                                                     | Follow Me Home                                          | Evey                      |                                                         |
| 1996 | Star Trek: Kapcsolatfelvétel                                        | Star Trek: First Contact                                | Lily Sloane               | Náray Erika                                             |
| 1996 | Legbelső félelem                                                    | Primal Fear                                             | Miriam Shoat bírónő       | Zsolnai Júlia (1. szinkron) Ráckevei Anna (2. szinkron) |
| 1996 | Már csak egy lépés a holnap                                         | A Step Toward Tomorrow                                  | Dr. Sandlin               |                                                         |
| 1997 |                                                                     | Cadillac Desert                                         | narrátor                  |                                                         |
| 1997 |                                                                     | The Brave Little Toaster to the Rescue                  | Maisie (hang)             |                                                         |
| 1998 | Odalent a Deltán                                                    | Down in the Delta                                       | Loretta Sinclair          | Radó Denise                                             |
| 1999 | Szerelemcsapda                                                      | Funny Valentines                                        | Joyce May                 |                                                         |
| 1999 |                                                                     | The Wishing Tree                                        | Clara Collier             |                                                         |
| 1999 |                                                                     | Different Moms                                          | narrátor                  |                                                         |
| 1999 | Dilidoki                                                            | Mumford                                                 | Lily                      | Andresz Kati                                            |
| 2000 | Négy vacsora                                                        | What's Cooking?                                         | Audrey Williams           |                                                         |
| 2000 | Sátáni játszma                                                      | Lost Souls                                              | Dr. Allen                 | Ősi Ildikó                                              |
| 2000 |                                                                     | John Henry                                              | Polly                     |                                                         |
| 2000 | Nem adok kosarat!                                                   | Love & Basketball                                       | Camille Wright            | Kocsis Mariann                                          |
| 2000 | Dínó                                                                | Dinosaur                                                | Plio (hang)               | Kovács Nóra                                             |
| 2001 | K-PAX – A belső bolygó                                              | K-PAX                                                   | Claudia Villars           | Juhász Judit                                            |
| 2001 |                                                                     | American Exile                                          | narrátor                  |                                                         |
| 2002 |                                                                     | Searching for Debra Winger                              | önmaga                    |                                                         |
| 2002 |                                                                     | Baby of the Family                                      | Rachel                    |                                                         |
| 2002 | A Thornberry család – A mozifilm                                    | The Wild Thornberrys Movie                              | Akela (hang)              | Andai Györgyi                                           |
| 2003 | Az éneklő detektív                                                  | The Singing Detective                                   | Személyzeti vezető        | Pálfi Kata                                              |
| 2003 |                                                                     | Nat Turner: A Troublesome Property                      | narrátor                  |                                                         |
| 2003 | A mag                                                               | The Core                                                | Talma Stickley            | Kocsis Mariann                                          |
| 2003 | Szabadjára engedett emlékek – Idézetek a rabszolgák elbeszéléseiből | Unchained Memories                                      | narrátor                  |                                                         |
| 2003 | Rádió                                                               | Radio                                                   | Daniels                   | Bessenyei Emma                                          |
| 2004 | Felejtés                                                            | The Forgotten                                           | Anne Pope nyomozó         | Fullajtár Andrea                                        |
| 2004 |                                                                     | All Our Sons: Fallen Heroes of 9/11                     | narrátor                  |                                                         |
| 2005 | Szép még lehetsz                                                    | Beauty Shop                                             | Miss Josephine            |                                                         |
| 2006 | Ilyen még nem volt                                                  | Something New                                           | Joyce McQueen             | Andresz Kati                                            |
| 2006 | Vezet a ritmus                                                      | Take the Lead                                           | Augustine James           | Kocsis Mariann                                          |
| 2006 |                                                                     | King Leopold's Ghost                                    | Ilanga                    |                                                         |
| 2008 |                                                                     | American Violet                                         | Alma Roberts              |                                                         |
| 2008 |                                                                     | The Family That Preys                                   | Alice Pratt               |                                                         |
| 2008 |                                                                     | Road to Ingwavuma                                       | narrátor                  |                                                         |
| 2008 |                                                                     | AmericanEast                                            | Angela Jensen             |                                                         |
| 2008 | Egy szexista mizantróp esete a halállal                             | Reach for Me                                            | Evelyn                    |                                                         |
| 2010 |                                                                     | Have You Heard From Johannesburg                        | narrátor                  |                                                         |
| 2013 |                                                                     | The Door                                                | E                         |                                                         |
| 2013 |                                                                     | Miracle Rising: South Africa                            | narrátor                  |                                                         |
| 2013 | 12 év rabszolgaság                                                  | 12 Years a Slave                                        | Harriet Shaw              | Kocsis Mariann                                          |
| 2014 | Annabelle                                                           | Annabelle                                               | Evelyn                    | Makay Andrea                                            |
| 2014 |                                                                     | The Hadza: Last of the First                            | narrátor                  |                                                         |
| 2015 |                                                                     | Mary Lou Williams: The Lady Who Swings the Band         | Mary Lou Williams         |                                                         |
| 2015 |                                                                     | Knucklehead                                             | Sheila                    |                                                         |
| 2015 | A szerencse forgandó                                                | Mississippi Grind                                       | Sam                       | Kocsis Mariann                                          |
| 2016 | Amerika Kapitány: Polgárháború                                      | Captain America: Civil War                              | Miriam Sharpe             | Kocsis Mariann                                          |
| 2016 |                                                                     | So B. It                                                | Bernadette                |                                                         |
| 2017 | Át a forró homokon                                                  | Burning Sands                                           | Hughes professzor         |                                                         |
| 2018 |                                                                     | Saint Judy                                              | Benton bírónő             |                                                         |
| 2019 |                                                                     | Clemency                                                | Warden Bernadine Williams |                                                         |
| 2019 |                                                                     | Juanita                                                 | Juanita                   |                                                         |
| 2019 | Az oroszlánkirály                                                   | The Lion King                                           | Sarabi (hang)             | Kovács Nóra                                             |
| 2021 | Apaság                                                              | Fatherhood                                              | Marian                    | Fehér Anna                                              |
| 2022 | A szürke ember                                                      | The Gray Man                                            | Margaret Cahill           | Kocsis Mariann                                          |
| 2022 | Space Oddity                                                        | Space Oddity                                            | Dr. Sue Olsen             | Kocsis Mariann                                          |
| 2023 | Csodák könyve                                                       | The Book of Clarence                                    | Szűz Mária                | Kocsis Mariann                                          |
| 2024 | Mindörökké nyár                                                     | Summer Camp                                             | Mary                      | Kocsis Mariann                                          |

### Televíziós szerepek
| Év        | Magyar cím                       | Eredeti cím                                                              | Szerep                        | Megjegyzések                                                                  |
| --------- | -------------------------------- | ------------------------------------------------------------------------ | ----------------------------- | ----------------------------------------------------------------------------- |
| 1978      |                                  | The Trial of the Moke                                                    | Lucy                          | tévéfilm                                                                      |
| 1979      |                                  | Freedom Road                                                             | Katie                         | tévéfilm                                                                      |
| 1980      |                                  | The White Shadow                                                         | Sandra Wilcox                 | 1 epizód                                                                      |
| 1981      |                                  | The Sophisticated Gents                                                  | Evelyn Evers                  | minisorozat                                                                   |
| 1982      |                                  | For Colored Girls Who Have Considered Suicide / When the Rainbow Is Enuf | Nő, aki elvesztette a cuccait | tévéfilm                                                                      |
| 1982      |                                  | The Ambush Murders                                                       | Kariha Ellsworth              | tévéfilm                                                                      |
| 1982–1983 |                                  | Tucker's Witch                                                           | Marcia Fulbright              | 12 epizód                                                                     |
| 1983      | Zsarublues                       | Hill Street Blues                                                        | Doris Robson                  | 3 epizód                                                                      |
| 1984      |                                  | The Killing Floor                                                        | Mattie Custer                 | tévéfilm                                                                      |
| 1985      |                                  | Sara                                                                     | Rozalyn Dupree                | 13 epizód                                                                     |
| 1985      |                                  | Words by Heart                                                           | Claudie Sills                 | tévéfilm                                                                      |
| 1985      |                                  | Go Tell It on the Mountain                                               | Esther                        | tévéfilm                                                                      |
| 1985      |                                  | Faerie Tale Theatre                                                      | Lovinia                       | 1 epizód                                                                      |
| 1985–1988 | Egy kórház magánélete            | St. Elsewhere                                                            | Dr. Roxanne Turner            | 16 epizód                                                                     |
| 1986      |                                  | L.A. Law                                                                 | Adrian Moore                  | 1 epizód                                                                      |
| 1986      |                                  | Unnatural Causes                                                         | Maude DeVictor                | tévéfilm                                                                      |
| 1987      | Mandela                          | Mandela                                                                  | Winnie Mandela                | tévéfilm magyar hangja Kiss Mari                                              |
| 1988      |                                  | The Child Saver                                                          | Andrea Crawford               | tévéfilm                                                                      |
| 1989      |                                  | A Mother's Courage: The Mary Thomas Story                                | Mary Thomas                   | tévéfilm                                                                      |
| 1994      | Frasier – A dumagép              | Frasier                                                                  | Edna (hang)                   | 1 epizód                                                                      |
| 1994      |                                  | Race to Freedom: The Underground Railroad                                | Harriet Tubman                | tévéfilm                                                                      |
| 1995      |                                  | The Piano Lesson                                                         | Berniece                      | tévéfilm                                                                      |
| 1996      | Gulliver utazásai                | Gulliver's Travels                                                       | Brobdingnag királynője        | minisorozat                                                                   |
| 1997      |                                  | Happily Ever After: Fairy Tales for Every Child                          | Wilnoome Bear (hang)          | 1 epizód                                                                      |
| 1997      | Miss Evers fiai                  | Miss Evers' Boys                                                         | Eunice Evers                  | tévéfilm                                                                      |
| 1997      |                                  | The Member of the Wedding                                                | Berenice Sadie Brown          | tévéfilm                                                                      |
| 1998      | Gyilkos utcák                    | Homicide: Life on the Street                                             | Dr. Roxanne Turner            | 1 epizód                                                                      |
| 1999      | A kívánság fája                  | The Wishing Tree                                                         | Clara                         | tévéfilm                                                                      |
| 2000      | Holiday szíve                    | Holiday Heart                                                            | Wanda                         | tévéfilm                                                                      |
| 2003      | Ügyvédek                         | The Practice                                                             | Denise Freeman                | 3 epizód                                                                      |
| 2003      |                                  | Static Shock                                                             | Jean Hawkins (hang)           | 1 epizód                                                                      |
| 2003      | Az idő rabjai                    | A Wrinkle in Time                                                        | Mrs. Whatsit                  | tévéfilm                                                                      |
| 2005–2006 | Született feleségek              | Desperate Housewives                                                     | Betty Applewhite              | 19 epizód magyar hangja Kocsis Mariann                                        |
| 2006      | A part túl messze van            | The Water Is Wide                                                        | Mrs. Brown                    | tévéfilm                                                                      |
| 2007      | Hollis Woods képei               | Pictures of Hollis Woods                                                 | Edna Reilly                   | tévéfilm magyar hangja Kocsis Mariann                                         |
| 2008      | Elsőszámú ellenségem             | My Own Worst Enemy                                                       | Mavis Heller                  | 9 epizód magyar hangja Kerekes Andrea                                         |
| 2009–2010 | Három folyam                     | Three Rivers                                                             | Dr. Sophia Jordan             | 12 epizód magyar hangja Ősi Ildikó (1. szinkron) Kocsis Mariann (2. szinkron) |
| 2010–2012 | True Blood – Inni és élni hagyni | True Blood                                                               | Ruby Jean Reynolds            | 5 epizód                                                                      |
| 2010      |                                  | Black Panther                                                            | különböző karakter (hang)     | 5 epizód                                                                      |
| 2010–2011 |                                  | Memphis Beat                                                             | Tanya Rice                    | 20 epizód                                                                     |
| 2011      | A Grace klinika                  | Grey's Anatomy                                                           | Justine Campbell              | 1 epizód                                                                      |
| 2012      | Acélmagnóliák                    | Steel Magnolias                                                          | Ouiser                        | tévéfilm magyar hangja Borbás Gabi                                            |
| 2012      | Doktor Addison                   | Private Practice                                                         | Dee Bennett                   | 1 epizód                                                                      |
| 2013      | Copper – A törvény ára           | Copper                                                                   | Hattie Lemaster               | 6 epizód                                                                      |
| 2014–2015 | Az elnök árnyékában              | State of Affairs                                                         | Constance Payton elnök        | 13 epizód magyar hangja Kocsis Mariann                                        |
| 2014–2015 |                                  | The Last Ship                                                            | Amy Granderson                | 3 epizód                                                                      |
| 2016–2018 | Luke Cage                        | Luke Cage                                                                | "Black" Mariah Dillard Stokes | 23 epizód                                                                     |
| 2017–2018 | A balszerencse áradása           | A Series of Unfortunate Events                                           | Josephine Anwhistle           | 3 epizód                                                                      |
| 2018      | Empire                           | Empire                                                                   | Renee Holloway                | 4 epizód                                                                      |
| 2019–2021 |                                  | See                                                                      | Paris                         | 16 epizód                                                                     |
| 2020      |                                  | Make It Work!                                                            | önmaga                        | különkiadás                                                                   |
| 2022–     |                                  | The Porter                                                               | Fay                           | főszereplő                                                                    |
| 2023      | Holdlány és Ördögi Dinoszaurusz  | Moon Girl and Devil Dinosaur                                             | Mimi (hang)                   | főszereplő                                                                    |